# Provincia di Fermo
La provincia di Fermo è una provincia italiana di 167 177 abitanti della regione Marche, istituita nel 2004 e divenuta operativa nel 2009. Si estende su una superficie di 862,77 km² e comprende 40 comuni. Affacciata a est sul mare Adriatico, confina a nord-ovest con la provincia di Macerata e a sud con la provincia di Ascoli Piceno, ed è l'unica provincia marchigiana a non confinare con un'altra regione d'Italia.
La provincia è stata istituita il 30 giugno 2004 con l'entrata in vigore della legge 11 giugno 2004 n. 147, pubblicata nella Gazzetta Ufficiale n. 138 del 15 giugno 2004. È divenuta operativa a tutti gli effetti con le prime elezioni provinciali (6 e 7 giugno 2009), in concomitanza con quelle del rinnovo degli organi elettivi della provincia di Ascoli Piceno, dal cui territorio è stata scorporata.
La sigla della provincia (FM) appartenne in passato alla provincia di Fiume, fino al distacco di quest'ultima dal territorio nazionale.

## Geografia fisica
La provincia di Fermo si sviluppa dalla costa adriatica, a est, alla catena dei Monti Sibillini, che la chiude a ovest nei comuni di Amandola e Montefortino. Il territorio di Castelsantangelo sul Nera (Macerata) e quello di Montemonaco (Ascoli Piceno) la separano dal confine umbro. A sud, la provincia è delimitata in massima parte dal fiume Aso; a nord, approssimativamente dall'alto corso del Tenna e, procedendo verso il mare, dall'Ete Morto e dall'ultimo tratto del Chienti. Al centro corre la valle del Tenna, percorsa dalla SP Faleriense.
Il versante orientale di alcune fra le cime più alte dell'Appennino umbro-marchigiano insiste in territorio fermano. Da nord a sud si sviluppano il Monte Amandola (1707 m) e il Castel Manardo (1917 m) nel territorio comunale di Amandola, la Priora (2334 m) e la Sibilla (2175 m) in quello di Montefortino. Ciò nonostante solo il 9,1% del territorio (corrispondente al comune di Montefortino) è classificato dall'ISTAT come montagna, mentre il restante 90,9% è considerato collinare: ciò fa della provincia di Fermo quella percentualmente meno montuosa delle Marche. Nel subappennino spicca la cima del Monte Falcone (904 m) sulle cui pendici sorgono il paese omonimo e la confinante Smerillo. La provincia divide con Ascoli Piceno la Comunità Montana dei Sibillini; con Ascoli Piceno, Macerata e Perugia il Parco Nazionale dei Monti Sibillini.

## Storia
La provincia di Fermo ha origini remote, ed esse risalgono alla fondazione della città, che fu una delle antiche capitali picene. Già colonia romana, istituita per il controllo delle popolazioni locali, Fermo fu potente nel Medioevo, quando i Longobardi la posero a capo di un ducato, associato a quello di Spoleto, ed in seguito trasformato dai Franchi nella vasta Marca Fermana, che nella sua massima estensione, andava dal Monte Conero fino quasi a Chieti, mentre nella sua ultima perimetrazione comprendeva un'area corrispondente alle odierne province di Macerata, Fermo e Ascoli.
Dopo la confluenza di quest'ultima nella Marca d'Ancona, Fermo rimase capitale di un piccolo stato, il Comitato fermano e, essendosi costituita in libero comune nel 1199, ampliò progressivamente il suo territorio fino a sconfinare nei domini ascolani (1348).
Il Comitato di Fermo riunì anche ottanta castelli nel periodo della sua massima espansione, che arrivò a ricomprendere anche le città di Macerata e San Benedetto del Tronto, all'epoca chiamata San Benedetto in Albula.
Nel 1589 la città ottenne da papa Sisto V (Felice Peretti, marchigiano, già vescovo di Fermo), l'elevazione della propria diocesi in sede arcivescovile metropolitana, nonché sede cardinalizia, la quale è rimasta tale fin quasi all'inizio del Novecento, mentre la sede metropolitana è confermata fino al giorno d'oggi, anzi è stata potenziata in "Provincia Ecclesiastica".
Tra Settecento e Ottocento il territorio piceno alternò unificazioni e divisioni. Incluso in epoca napoleonica nel dipartimento del Tronto (con capoluogo Fermo), tornò a scindersi in due delegazioni nel 1816, subito dopo la Restaurazione. Di nuovo unito da papa Leone XII (con due capoluoghi, Fermo il principale, sede del delegato apostolico e Ascoli secondario, sede di un luogotenente), si divise ancora con il successore Gregorio XVI a seguito dell'insurrezione del 1831 e dei moti del 1848-49. L'Unità d'Italia ne sancì l'ennesima fusione (questa volta, per la prima volta nella storia, con capoluogo principale Ascoli, mentre Fermo divenne sede di un circondario), dando vita a una vera e propria questione fermana durata dal 1860 agli anni 2000.
Nel 2004 la legge n. 147 ha ricostituito la provincia di Fermo, sebbene i confini siano in parte diversi da quelli della provincia soppressa nel 1860. La provincia fermana ha cominciato a operare dal 2009, con l'elezione del primo consiglio provinciale e l'attivazione di molti uffici periferici dello Stato, compresi prefettura, questura ed i comandi provinciali delle forze dell'ordine e gli uffici finanziari e previdenziali dello Stato.

### Simboli
Lo stemma, il gonfalone e la bandiera sono stati concessi con decreto del presidente della Repubblica del 28 maggio 2010.
Stemma
Gonfalone
Bandiera

## Cultura

### Biblioteche
| Comune | Biblioteche         |
| ------ | ------------------- |
| Fermo  | Biblioteca Spezioli |

### Architetture religiose

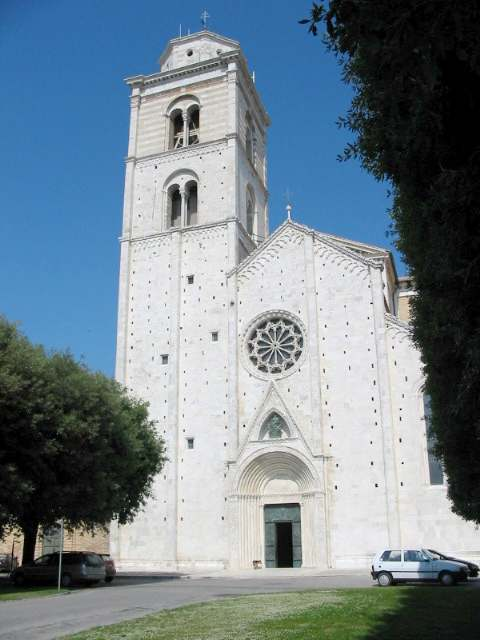
Duomo di Fermo

| Comune              | Chiese                            |
| ------------------- | --------------------------------- |
| Fermo               | Duomo di Fermo                    |
| Porto San Giorgio   | Chiesa di San Giorgio             |
| Sant'Elpidio a Mare | Abbazia di Santa Croce al Chienti |

### Monumenti
| Comune | Monumenti          |
| ------ | ------------------ |
| Fermo  | Cisterne romane    |
| Fermo  | Palazzo dei Priori |

### Musei

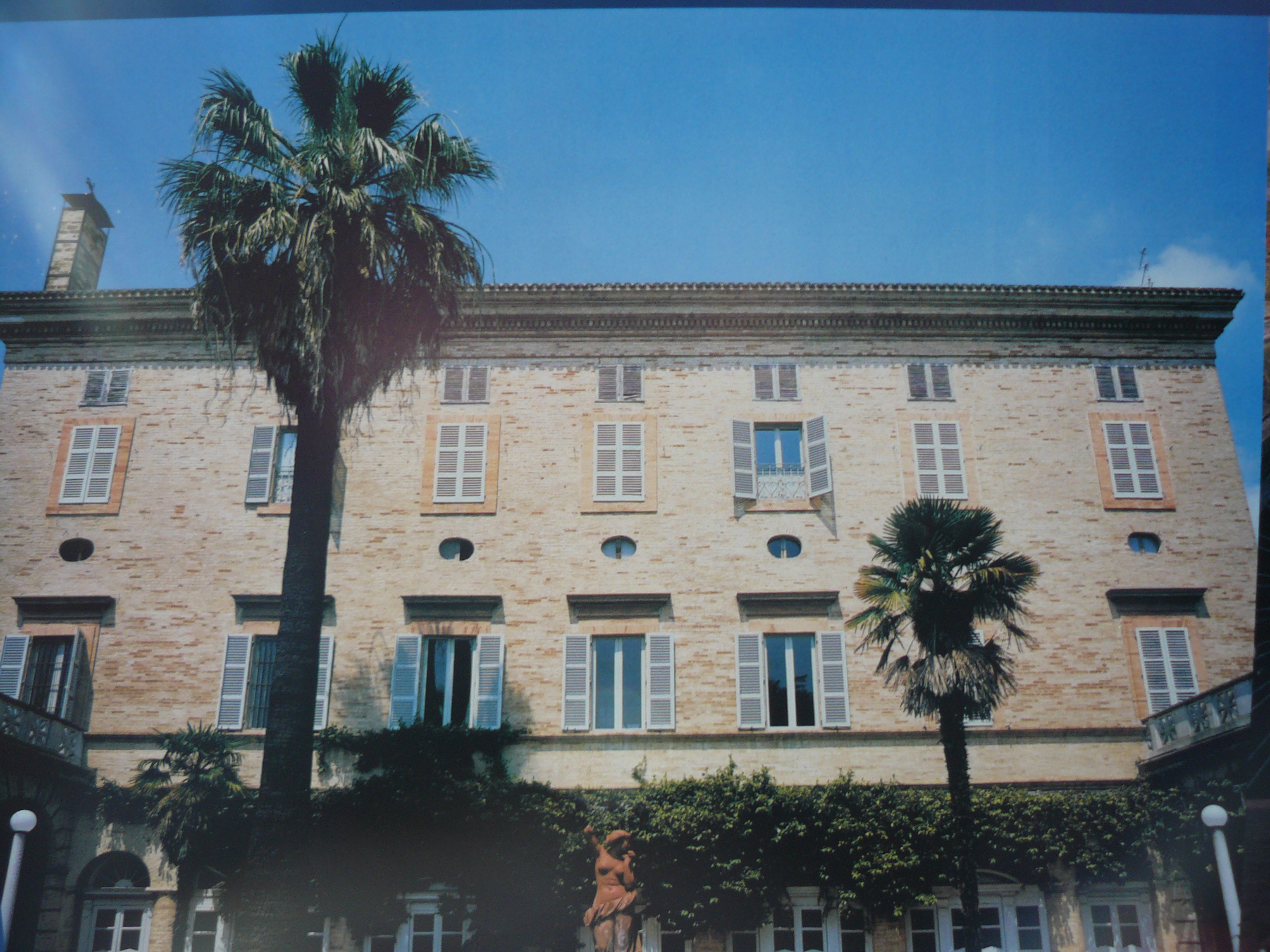
Villa Vitali (museo della pipa e musei scientifici)

| Comune        | Musei                                   |
| ------------- | --------------------------------------- |
| Fermo         | Museo diocesano                         |
| Fermo         | Museo della pipa                        |
| Fermo         | Museo polare etnografico Silvio Zavatti |
| Fermo         | Musei scientifici di Villa Vitali       |
| Fermo         | Pinacoteca civica                       |
| Monterubbiano | Museo civico archeologico               |
| Monterubbiano | Pinacoteca civica                       |
| Monterubbiano | Polo culturale San Francesco            |

### Teatri
| Comune            | Teatri                 |
| ----------------- | ---------------------- |
| Fermo             | Teatro dell'Aquila     |
| Monterubbiano     | Teatro Vincenzo Pagani |
| Montegiorgio      | Teatro Alaleona        |
| Porto San Giorgio | Teatro comunale        |

## Comuni
I comuni della provincia si possono suddividere in varie zone, sulla base della continuità territoriale o dell'affinità socioeconomica, nonché dell'appartenenza alla Comunità Montana dei Sibillini. Sotto tali aspetti vengono infatti presi in considerazione, a determinati fini, dalla stessa provincia.
| Zona                     | Comune                     | Popolazione ab. | Superficie km² | Stemma |
| ------------------------ | -------------------------- | --------------- | -------------- | ------ |
| Sibillini e Alta Valdaso | Amandola                   | 3 482           | 69,42          |        |
| Sibillini e Alta Valdaso | Montefalcone Appennino     | 409             | 15,98          |        |
| Sibillini e Alta Valdaso | Montefortino               | 1 108           | 78,31          |        |
| Sibillini e Alta Valdaso | Montelparo                 | 738             | 21,56          |        |
| Sibillini e Alta Valdaso | Santa Vittoria in Matenano | 1 299           | 25,97          |        |
| Sibillini e Alta Valdaso | Smerillo                   | 335             | 11,31          |        |
| Media Valle del Tenna    | Falerone                   | 3 258           | 24,53          |        |
| Media Valle del Tenna    | Massa Fermana              | 921             | 7,74           |        |
| Media Valle del Tenna    | Montappone                 | 1 641           | 10,37          |        |
| Media Valle del Tenna    | Montegiorgio               | 6 604           | 47,41          |        |
| Media Valle del Tenna    | Monte Vidon Corrado        | 694             | 5,99           |        |
| Media Valle del Tenna    | Magliano di Tenna          | 1 426           | 7,82           |        |
| Media Valle del Tenna    | Rapagnano                  | 1 996           | 12,49          |        |
| Media Valle del Tenna    | Servigliano                | 2 245           | 18,46          |        |
| Valle dell'Ete Vivo      | Belmonte Piceno            | 613             | 10,58          |        |
| Valle dell'Ete Vivo      | Grottazzolina              | 3 271           | 9,25           |        |
| Valle dell'Ete Vivo      | Monsampietro Morico        | 636             | 9,62           |        |
| Valle dell'Ete Vivo      | Monte Giberto              | 762             | 12,67          |        |
| Valle dell'Ete Vivo      | Monteleone di Fermo        | 366             | 8,13           |        |
| Valle dell'Ete Vivo      | Montottone                 | 891             | 16,44          |        |
| Valle dell'Ete Vivo      | Ponzano di Fermo           | 1 655           | 14,38          |        |
| Area calzaturiera        | Francavilla d'Ete          | 910             | 10,24          |        |
| Area calzaturiera        | Montegranaro               | 12 806          | 31,25          |        |
| Area calzaturiera        | Monte San Pietrangeli      | 2 353           | 18,29          |        |
| Area calzaturiera        | Monte Urano                | 8 092           | 16,72          |        |
| Area calzaturiera        | Porto Sant'Elpidio         | 26 362          | 18,14          |        |
| Area calzaturiera        | Sant'Elpidio a Mare        | 17 077          | 50,37          |        |
| Area calzaturiera        | Torre San Patrizio         | 1 951           | 11,92          |        |
| Media e Bassa Valdaso    | Altidona                   | 3 548           | 12,93          |        |
| Media e Bassa Valdaso    | Campofilone                | 1 924           | 12,11          |        |
| Media e Bassa Valdaso    | Lapedona                   | 1 173           | 14,81          |        |
| Media e Bassa Valdaso    | Monte Rinaldo              | 338             | 7,78           |        |
| Media e Bassa Valdaso    | Monterubbiano              | 2 147           | 32,14          |        |
| Media e Bassa Valdaso    | Monte Vidon Combatte       | 417             | 10,91          |        |
| Media e Bassa Valdaso    | Moresco                    | 547             | 6,32           |        |
| Media e Bassa Valdaso    | Ortezzano                  | 751             | 6,99           |        |
| Media e Bassa Valdaso    | Pedaso                     | 2 837           | 3,65           |        |
| Media e Bassa Valdaso    | Petritoli                  | 2 232           | 23,76          |        |
| Area del capoluogo       | Fermo                      | 36 905          | 124,17         |        |
| Area del capoluogo       | Porto San Giorgio          | 16 050          | 8,58           |        |
| Provincia di Fermo       | Totale di 40 comuni        | 172 770         | 859,51         |        |

### Comunità montane
- Comunità Montana dei Sibillini

### Parchi naturali
- Parco nazionale dei Monti Sibillini

## Area di influenza del capoluogo
La separazione del Fermano dall'Ascolano ha incontrato in parte ragioni di ordine culturale: è noto ad esempio che il fiume Aso, il cui medio corso segna il confine meridionale della provincia, è anche un'importante linea di demarcazione linguistica fra i dialetti italiani mediani e meridionali. Il capoluogo possiede peraltro un'area di influenza più o meno estesa e non necessariamente coincidente con la provincia. Molti comuni anche ascolani e maceratesi ricadono storicamente a vario titolo nell'orbita di Fermo, tenendo presente comunque la concorrenza di poli d'attrazione moderni come Civitanova Marche e San Benedetto del Tronto.
A titolo esemplificativo si possono indicare alcuni ambiti territoriali che, anche dopo la soppressione della provincia storica, hanno continuato a far capo alla città. In particolare essa è sede di una vasta arcidiocesi metropolitana, e di un circondario di tribunale i cui confini coincidono con quelli della provincia storica (ne sono infatti esclusi i comuni dello storico mandamento pretorile di Amandola e vi sono invece inclusi quelli del mandamento di Ripatransone; oltre a questi ne fa parte Montefiore dell'Aso, che pur essendo nel mandamento di Monterubbiano non è entrato nella provincia di Fermo).

Gonfalone provinciale

| Comune                     | Provincia     | Diocesi                           | Tribunale     | Distretto telefonico     |       |       |
| -------------------------- | ------------- | --------------------------------- | ------------- | ------------------------ | ----- | ----- |
| Comune                     | Provincia     | Altidona                          | Fermo         | Fermo                    | Fermo | Fermo |
| Amandola                   | Fermo         | Fermo                             | Ascoli Piceno | Ascoli Piceno            |       |       |
| Belmonte Piceno            | Fermo         | Fermo                             | Fermo         | Fermo                    |       |       |
| Campofilone                | Fermo         | Fermo                             | Fermo         | Fermo                    |       |       |
| Carassai                   | Ascoli Piceno | Fermo                             | Ascoli Piceno | Fermo                    |       |       |
| Civitanova Marche          | Macerata      | Fermo                             | Macerata      | Macerata                 |       |       |
| Comunanza                  | Ascoli Piceno | Fermo San Benedetto-Ripa-Montalto | Ascoli Piceno | Ascoli Piceno            |       |       |
| Corridonia                 | Macerata      | Fermo                             | Macerata      | Macerata                 |       |       |
| Cossignano                 | Ascoli Piceno | San Benedetto-Ripa-Montalto       | Fermo         | San Benedetto del Tronto |       |       |
| Cupra Marittima            | Ascoli Piceno | San Benedetto-Ripa-Montalto       | Fermo         | San Benedetto del Tronto |       |       |
| Falerone                   | Fermo         | Fermo                             | Fermo         | Fermo                    |       |       |
| Fermo                      | Fermo         | Fermo                             | Fermo         | Fermo                    |       |       |
| Francavilla d'Ete          | Fermo         | Fermo                             | Fermo         | Fermo                    |       |       |
| Grottammare                | Ascoli Piceno | San Benedetto-Ripa-Montalto       | Fermo         | San Benedetto del Tronto |       |       |
| Grottazzolina              | Fermo         | Fermo                             | Fermo         | Fermo                    |       |       |
| Gualdo                     | Macerata      | Fermo                             | Macerata      | Macerata                 |       |       |
| Lapedona                   | Fermo         | Fermo                             | Fermo         | Fermo                    |       |       |
| Loro Piceno                | Macerata      | Fermo                             | Macerata      | Macerata                 |       |       |
| Magliano di Tenna          | Fermo         | Fermo                             | Fermo         | Fermo                    |       |       |
| Massa Fermana              | Fermo         | Fermo                             | Fermo         | Fermo                    |       |       |
| Massignano                 | Ascoli Piceno | Fermo                             | Fermo         | San Benedetto del Tronto |       |       |
| Mogliano                   | Macerata      | Fermo                             | Macerata      | Macerata                 |       |       |
| Monsampietro Morico        | Fermo         | Fermo                             | Fermo         | Fermo                    |       |       |
| Montappone                 | Fermo         | Fermo                             | Fermo         | Fermo                    |       |       |
| Montecosaro                | Macerata      | Fermo                             | Macerata      | Macerata                 |       |       |
| Montefiore dell'Aso        | Ascoli Piceno | Fermo                             | Fermo         | Fermo                    |       |       |
| Monte Giberto              | Fermo         | Fermo                             | Fermo         | Fermo                    |       |       |
| Monte Rinaldo              | Fermo         | Fermo                             | Fermo         | Fermo                    |       |       |
| Monte San Giusto           | Macerata      | Fermo                             | Macerata      | Macerata                 |       |       |
| Monte San Martino          | Macerata      | Fermo                             | Macerata      | Macerata                 |       |       |
| Monte San Pietrangeli      | Fermo         | Fermo                             | Fermo         | Fermo                    |       |       |
| Monte Urano                | Fermo         | Fermo                             | Fermo         | Fermo                    |       |       |
| Monte Vidon Combatte       | Fermo         | Fermo                             | Fermo         | Fermo                    |       |       |
| Monte Vidon Corrado        | Fermo         | Fermo                             | Fermo         | Fermo                    |       |       |
| Montefalcone Appennino     | Fermo         | Fermo                             | Fermo         | Fermo                    |       |       |
| Montefortino               | Fermo         | Fermo                             | Ascoli Piceno | Ascoli Piceno            |       |       |
| Montegiorgio               | Fermo         | Fermo                             | Fermo         | Fermo                    |       |       |
| Montegranaro               | Fermo         | Fermo                             | Fermo         | Fermo                    |       |       |
| Monteleone di Fermo        | Fermo         | Fermo                             | Fermo         | Fermo                    |       |       |
| Montelparo                 | Fermo         | San Benedetto-Ripa-Montalto       | Fermo         | Fermo                    |       |       |
| Monterubbiano              | Fermo         | Fermo                             | Fermo         | Fermo                    |       |       |
| Montottone                 | Fermo         | Fermo                             | Fermo         | Fermo                    |       |       |
| Moresco                    | Fermo         | Fermo                             | Fermo         | Fermo                    |       |       |
| Morrovalle                 | Macerata      | Fermo                             | Macerata      | Macerata                 |       |       |
| Ortezzano                  | Fermo         | Fermo                             | Fermo         | Fermo                    |       |       |
| Palmiano                   | Ascoli Piceno | Fermo Ascoli Piceno               | Ascoli Piceno | Ascoli Piceno            |       |       |
| Pedaso                     | Fermo         | Fermo                             | Fermo         | Fermo                    |       |       |
| Penna San Giovanni         | Macerata      | Fermo                             | Macerata      | Macerata                 |       |       |
| Petriolo                   | Macerata      | Fermo                             | Macerata      | Macerata                 |       |       |
| Petritoli                  | Fermo         | Fermo                             | Fermo         | Fermo                    |       |       |
| Ponzano di Fermo           | Fermo         | Fermo                             | Fermo         | Fermo                    |       |       |
| Potenza Picena             | Macerata      | Fermo                             | Macerata      | Macerata                 |       |       |
| Porto San Giorgio          | Fermo         | Fermo                             | Fermo         | Fermo                    |       |       |
| Porto Sant'Elpidio         | Fermo         | Fermo                             | Fermo         | Fermo                    |       |       |
| Rapagnano                  | Fermo         | Fermo                             | Fermo         | Fermo                    |       |       |
| Ripatransone               | Ascoli Piceno | San Benedetto-Ripa-Montalto       | Fermo         | San Benedetto del Tronto |       |       |
| Roccafluvione              | Ascoli Piceno | Fermo Ascoli Piceno               | Ascoli Piceno | Ascoli Piceno            |       |       |
| Sant'Angelo in Pontano     | Macerata      | Fermo                             | Macerata      | Macerata                 |       |       |
| Sant'Elpidio a Mare        | Fermo         | Fermo                             | Fermo         | Fermo                    |       |       |
| Santa Vittoria in Matenano | Fermo         | Fermo                             | Fermo         | Fermo                    |       |       |
| Servigliano                | Fermo         | Fermo                             | Fermo         | Fermo                    |       |       |
| Smerillo                   | Fermo         | Fermo                             | Fermo         | Fermo                    |       |       |
| Torre San Patrizio         | Fermo         | Fermo                             | Fermo         | Fermo                    |       |       |

## Trasporti e linee di comunicazione

### Linee ferroviarie
Nella provincia di Fermo l'unica linea ferroviaria principale è la linea Ancona-Lecce, gestita dalla RFI che attraversa il territorio fermano presso le stazioni di Porto Sant'Elpidio, Porto San Giorgio-Fermo e Pedaso.
È esistita una linea ferroviaria, ormai scomparsa e di cui rimangono poche tracce, la linea Porto San Giorgio-Fermo-Amandola (gestita da FAA) inaugurata il 14 dicembre 1908 e la sua diramazione, di poco meno di 2,5 km, per Fermo Città venne aperta l'anno dopo, all'inizio di agosto del 1909. Venne dismessa il 27 agosto 1956.

### Filovia
Fra il 1958 e il 1977 la provincia era collegata con la filovia Fermo-Porto San Giorgio.

### Linee stradali

#### Strade
La principale arteria autostradale che interessa il territorio Fermano è la A14, detta anche Autostrada Adriatica, che congiunge Bologna e Taranto.